# Felix Heitmann

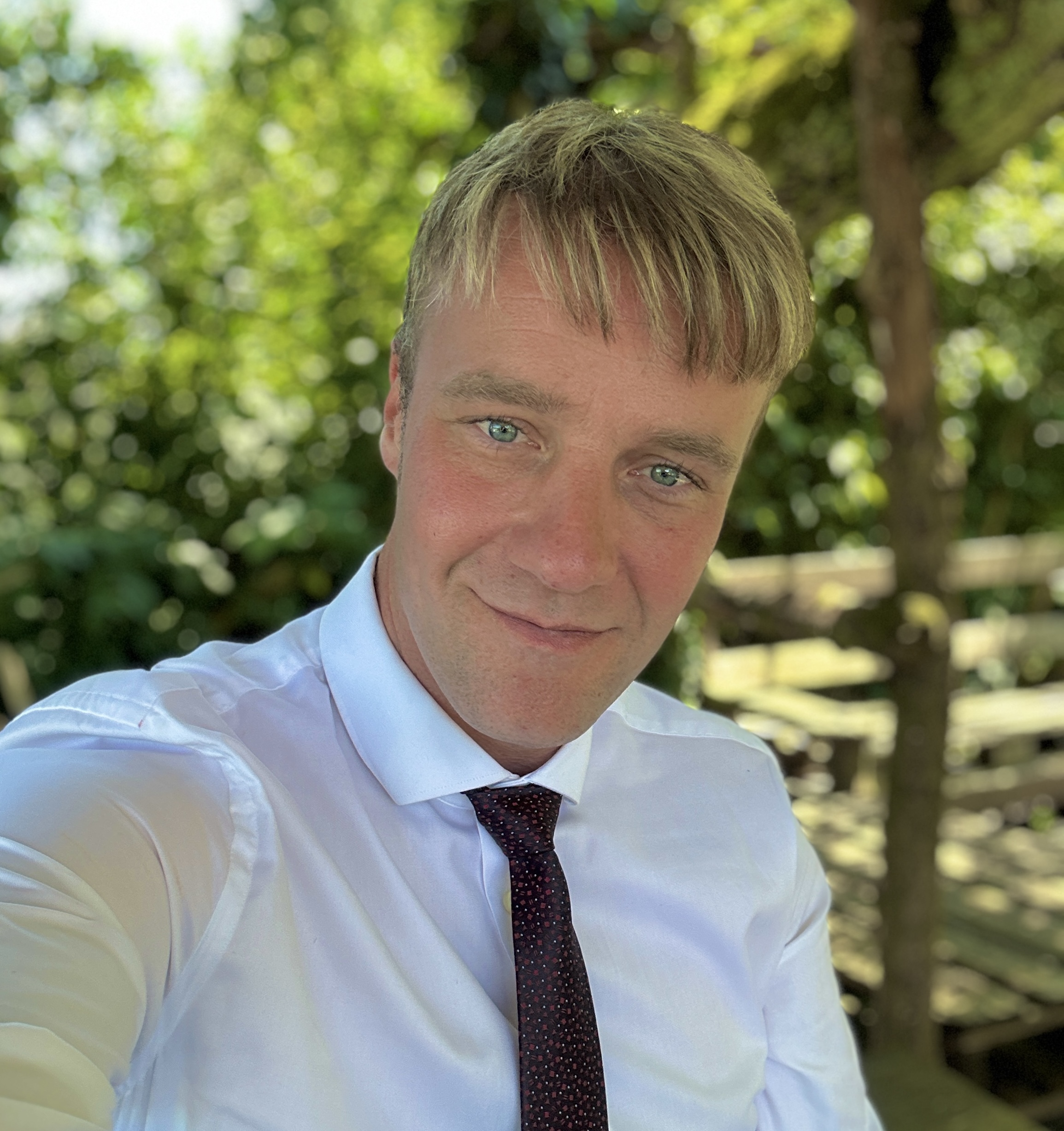
Felix Heitmann (2023)

Felix Heitmann (* 21. Juni 1985 in Wiesbaden) ist ein deutscher Chorleiter. Er ist Gründer des Jugendkonzertchor der Chorakademie am Konzerthaus Dortmund e. V. (Europas größte Singschule). Seit Februar 2025 ist er Domkapellmeister am Aachener Dom und Leiter des Aachener Domchors sowie des Vokalensembles am Dom.

## Leben und Wirken

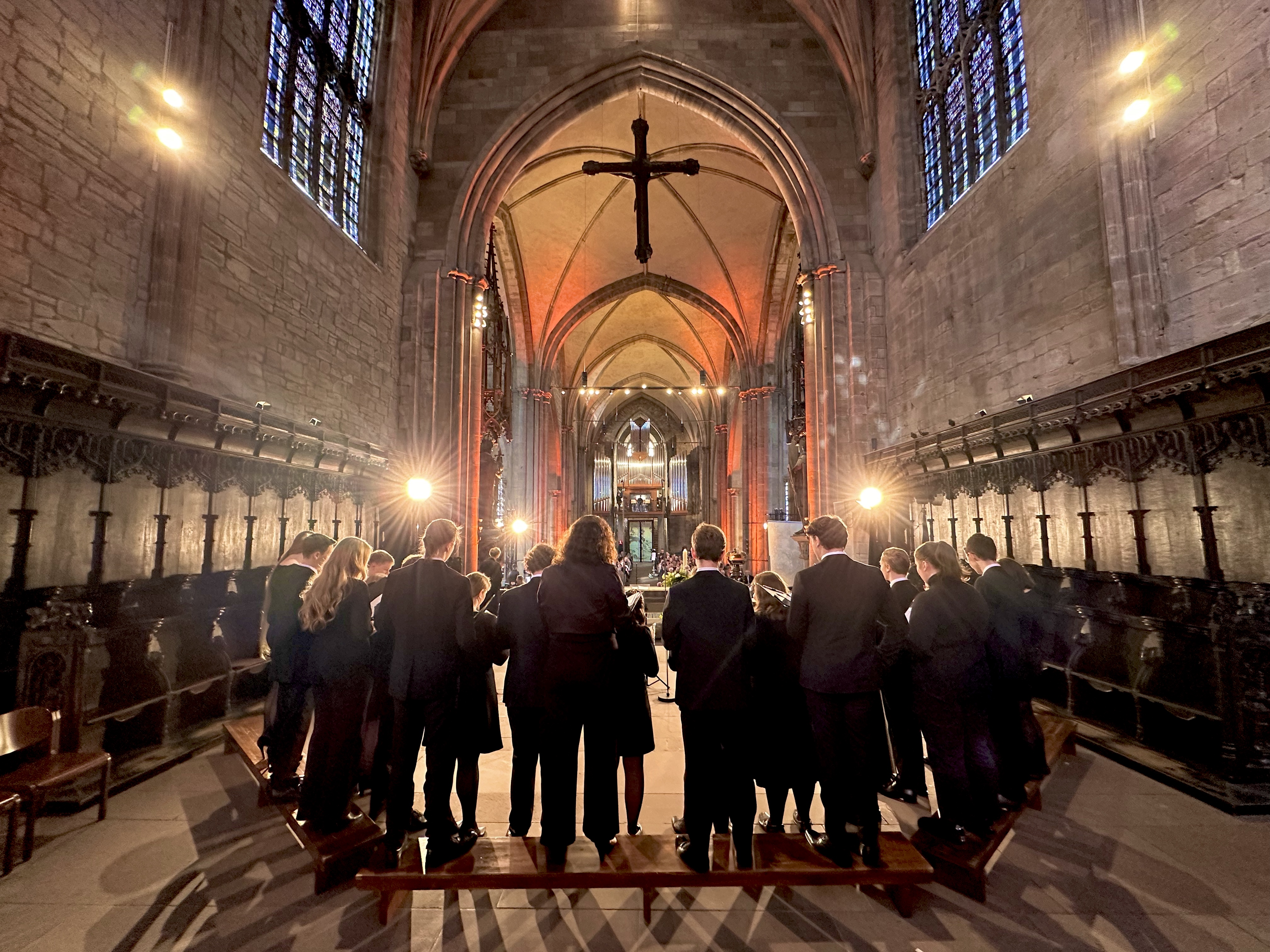
Jugendkonzertchor der Chorakademie (Felix Heitmann)

Felix Heitmann war Mitglied der Würzburger Domsingknaben (Leitung: Martin Berger) und ging im unterfränkischen Haßfurt zur Schule. Nach dem Besuch der Berufsfachschule für Musik Bad Königshofen studierte er zunächst Schulmusik (Lehramt für Gymnasien und Gesamtschulen) an der Hochschule für Musik Detmold. Wesentliche Impulse erhielt er hier im Schulpraktischen Klavierspiel bei Bernd Englbrecht sowie in der Chorleitung bei Anne Kohler und Fritz ter Wey.
Bereits während seines Studiums befasste er sich intensiv mit der improvisierten Liedbegleitung und dem Liedbegleitspiel in unterschiedlichsten Stilistiken. Von 2010 bis 2017 war er als freier Autor für den Schott-Verlag tätig und veröffentlichte in der Zeitschrift „Musik und Bildung“  Arrangements zu deutschen und internationalen Volksliedern. Seit 2012 lehrte er überdies im Rahmen eines Lehrauftrags das Fach „Schulpraktisches Klavierspie“l an der HfM Detmold. Von 2015 bis 2021 hatte er dort auch einen Lehrauftrag im Fach Chorleitung inne.
Zusätzlich zu seinem Schulmusik-Studium studierte er ab 2010 auch Dirigieren mit Schwerpunkt Chorleitung bei Anne Kohler. Parallel hierzu nahm er bereits im Sommer 2010 seine Tätigkeit als Chorleiter an der Chorakademie am Konzerthaus Dortmund e. V. auf. Seit 2012 hatte er dort die Fachbereichsleitung des Jugendbereichs inne und war für die Leitung sämtlicher Jugendensembles verantwortlich. Er gründete den Jugendkonzertchor (seit 2012), den Jugendmädchenchor (bis 2015), die Jugendchöre, den Stimmwechslerchor sowie den Konzertchor Westfalica (seit 2017). Zunächst als geschäftsführender Vorstand (2017–2019), später übergangsweise auch als Geschäftsführer (2021) war er über mehrere Jahre hinweg auch in die administrative Leitung der Chorakademie involviert.
Mit dem Jugendkonzertchor erzielte er  Preise und machte in der deutschen Chorszene auf sich aufmerksam. Auszeichnungen erhielt er mit dem Ensemble im deutschen Chorwettbewerb, dem Wettbewerb des deutschen Chorfest, im Erwitter Kinder- und Jugendchorwettbewerb, im internationalen Bärenreiter-Chorwettbewerb 2018 und erzielte mit den von ihm geleiteten Vokal-Ensembles mehrfach erste Preise im Bundeswettbewerb Jugend musiziert.
Konzertreisen führten ihn mit dem Jugendkonzertchor der Chorakademie in die Dome zu Köln, Speyer, Trier, Limburg, Schleswig, Ratzeburg. Seine Konzerttätigkeit führte ihn in Konzertreihen wie die Stunde der Kirchenmusik Stuttgart, Heilbronn und Tübingen, das Mosel Musikfestival, den Kultursommer Rheinland-Pfalz, die internationale Chorbiennale Aachen und die Ruhrfestspiele Recklinghausen. Er machte Choreinstudierungen für Yannick Nézet-Séguin, Mirga Gražinytė-Tyla und Lahav Shani und arbeitete so mit Klangkörpern wie dem Rotterdams Philharmonisch Orkest und dem City of Birmingham Symphony Orchestra zusammen. Mit dem Jugendkonzertchor etablierte er ab 2016 die Aufführungen von Bachs Weihnachtsoratorium mit den Bochumer Symphonikern, die seitdem jedes Jahr im Konzerthaus Dortmund und im Anneliese Brost Musikforum Ruhr stattfinden. Besondere Beachtung fand 2016 die Aufführung von Bridget Breiners „Prosperos Insel“ im Rahmen der Ruhrfestspiele Recklinghausen, in welche der Jugendkonzertchor musikalisch und szenisch intensiv miteingebunden war.

## CD-Einspielungen
- 2015: In Paradisum / Faure Requiem & Liszt: Via Crucis (Orgel: Ulrich Pakusch), erschienen im Eigenverlag[7]
- 2016: Romantic Choral Music / German Motets, erschienen bei Hänssler Classic[8]
- 2020: Nordic Choral Music / Sweden, Norway, Finland, Denmark (Co-Produktion mit dem WDR Rundfunkchor), erschienen bei Hänssler Classic[9]

## Auszeichnungen
- 2010: Bundeswettbewerb „Schulpraktisches Klavierspiel und Improvisation Grotrian Steinweg“ der HfM Weimar: 1. Preis in der Kategorie „Improvisiertes Liedspiel und Liedbegleitspiel“.[10]
- 2015: Erwitter Kinder- und Jugendchorwettbewerb (Kategorie D): 1. Preis mit dem Jugendkonzertchor der Chorakademie, Sonderpreis für beste chorische Gesamtleistung.[11]
- 2016: Bundeswettbewerb „Jugend musiziert“ (Kategorie „Vokal-Ensemble“) 1. Preis mit Vokalsextett der Altersklasse IV: 25 von 25 Punkten, Sonderpreise der Deutschen Stiftung Musikleben und der Walter-und-Charlotte-Hamel-Stiftung.[12]
- 2016: Wettbewerb des Deutschen Chorfests: 1. Preis mit dem Jugendkonzertchor der Chorakademie (Kategorie Jugendchor) mit 24,6 von 25 Punkte und 2. Preis (Erwachsenenkategorie „Romantik geistlich“): 22 von 25 Punkten.[13]
- 2018: Deutscher Chorwettbewerb: Erster Preis mit dem Jugendkonzertchor der Chorakademie (Kategorie D1: Gemischte Jugendchöre) mit 23,4 von 25 Punkten.[14]
- 2018: Internationaler Bärenreiter Chorwettbewerb: 1. Preis mit dem Jugendkonzertchor der Chorakademie sowie UA und Ersteinspielung einer Auftragskomposition von Mårten Jansson.[15]
- 2019: Erwitter Kinder- und Jugendchorwettbewerb (Kategorie D): 1. Preis mit dem Jugendkonzertchor der Chorakademie.[16]
- 2019: Bundeswettbewerb „Jugend musiziert“ (Kategorie „Vokal-Ensemble“) 1. Preis mit Vokalsextett der Altersklasse IV: 25 von 25 Punkten, Sonderpreise der Deutschen Stiftung Musikleben und der Walter-und-Charlotte-Hamel-Stiftung.[17]
- 2022: Wettbewerb des Deutschen Chorfests: 1. Preis mit dem Jugendkonzertchor der Chorakademie (Kategorie Jugendchor) mit 25 von 25 Punkten.[18]
- 2022: Bundeswettbewerb „Jugend musiziert“ (Kategorie „Vokal-Ensemble“) 1. Preis mit Vokalsextett der Altersklasse V: 24 von 25 Punkten.[19]